# Чигиринских, Николай Васильевич
Никола́й Васи́льевич Чигири́нских (род. 17 июля 1983, Первоуральск, Свердловская область, РСФСР, СССР) — российский серийный убийца, насильник и педофил.

## Биография
Родился в семье работника службы безопасности завода и закройщицы. Окончил 9 классов школы, а затем ГПТУ № 6 по специальности слесаря по ремонту металлургического оборудования. Работал на Первоуральском новотрубном заводе. Жил с родителями.
Во время учёбы в школе начал воровать. Был поставлен на учёт в детской комнате милиции после задержания при попытке кражи на базе городского пищеторга. Кроме того, наблюдался у психиатра: по некоторым данным, у него была родовая травма, связанная с нервной системой. В 13 лет в лифте напал с ножом на 10-летнюю девочку и пытался её изнасиловать и убить.
3 июля 2005 года на улице Володарского Чигиринских встретил 8-летнюю Аню Рогозину, завёл её в лесопарковую зону, где изнасиловал и задушил. По некоторым данным, после убийства совершил половой акт с мёртвым телом. Убийца закопал тело девочки и сжёг её одежду. В следующем году он вернулся на место преступления, выкопал тело и обезглавил его. До поимки маньяка девочка считалась пропавшей без вести.
17 сентября 2008 года в районе улицы Степана Разина, возле железной дороги «Екатеринбург — Шаля», Чигиринских напал на 7-летнюю Полину Бабурину. Угрожая ножом, маньяк затащил девочку в кусты, изнасиловал и задушил шнурком от обуви. После он вспорол ножом живот убитой и сжёг её одежду. Тело девочки нашли через два дня.
28 мая 2009 года в районе улицы Емлина Чигиринских напал на 9-летнюю Алёну Добродулину, затащил её в подвал заброшенного детского сада №33 на улице Ленина, где изнасиловал и задушил. У убитой забрал мобильный телефон. В это время родители убитой девочки искали её. Когда маньяк выходил из подвала, отец девочки набрал номер её телефона и услышал рядом знакомую мелодию вызова. Задержать убийцу помогли случайные прохожие.
Первоначально маньяк признался во всех трёх убийствах, подробно описав каждое, и указал место, где зарыл тело Ани Рогозиной. Впоследствии отказался от своих показаний.
Судебно-психиатрическая экспертиза показала, что у маньяка есть психические расстройства, но без патологии, и признала его вменяемым. На предварительных судебных слушаниях родственники убитых девочек требовали для него смертной казни. 20 января 2010 года Свердловский областной суд приговорил Николая Чигиринских к пожизненному лишению свободы. Кроме того, суд обязал его выплатить в качестве компенсации за моральный ущерб 500 тысяч рублей семье Полины Бабуриной и 700 тысяч рублей семье Алёны Добродулиной. Бабушка Ани Рогозиной от компенсации отказалась. Верховный Суд России оставил приговор без изменения.
Для отбытия наказания был этапирован в исправительную колонию особого режима «Чёрный беркут». В конце 2010-х был переведён в ИК № 6 «Снежинка». В 2021 году отсудил у колонии 30 тысяч рублей компенсации за отсутствие горячей воды в его камере.